# اسل (جحانة)

تعديل مصدري - تعديل

اسل هي إحدى قرى عزلة حضر بمديرية جحانة التابعة لمحافظة صنعاء، بلغ تعداد سكانها 2074 نسمة حسب تعداد اليمن لعام 2004.